# Zoraida rufivena
Zoraida rufivena är en insektsart som beskrevs av William Lucas Distant 1906. Zoraida rufivena ingår i släktet Zoraida och familjen Derbidae. Inga underarter finns listade i Catalogue of Life.